# Algoritmo de Risch
Em matemática, o Algoritmo de Risch, nomeado em homenagem a Robert Risch, é um algoritmo usado para calcular integrais indefinidas (ou seja, encontrar a função primitiva de uma dada função).
O algoritmo transforma o problema em um problema de integração de álgebra diferencial. Ele baseia-se no tipo de função que está integrado e no uso de métodos para a integração de funções racionais, radicais, logaritmos, e funções exponenciais.
O Algoritmo de Risch foi apresentado em 1968, e é um procedimento de tomada de decisão, tendo em vista que é um método para decidir se uma função tem uma integral indefinida em termos de funções elementares e, em caso positivo, indicar como calcular a integral. Em 1976, o Algoritmo Risch-Norman foi desenvolvido, o qual é mais rápido porém é uma técnica menos poderosa.